# Monumento all'Alpino
Il monumento all'Alpino (in tedesco Alpini-Denkmal, anche conosciuto col nomignolo dialettale Kapuziner-Wastl - letteralmente "Ciccione dei Cappuccini") è un monumento nazionale italiano ubicato nella città italiana di Brunico, in provincia di Bolzano.
Inaugurato inizialmente nel 1938 per commemorare l'apporto degli Alpini della 5ª Divisione alpina "Pusteria" nella campagna bellica italiana contro l'Etiopia (1935-1936), ha subìto nel corso del tempo cambi d'intitolazione e atti distruttivi, che ne hanno modificato aspetto e significato.

## Storia

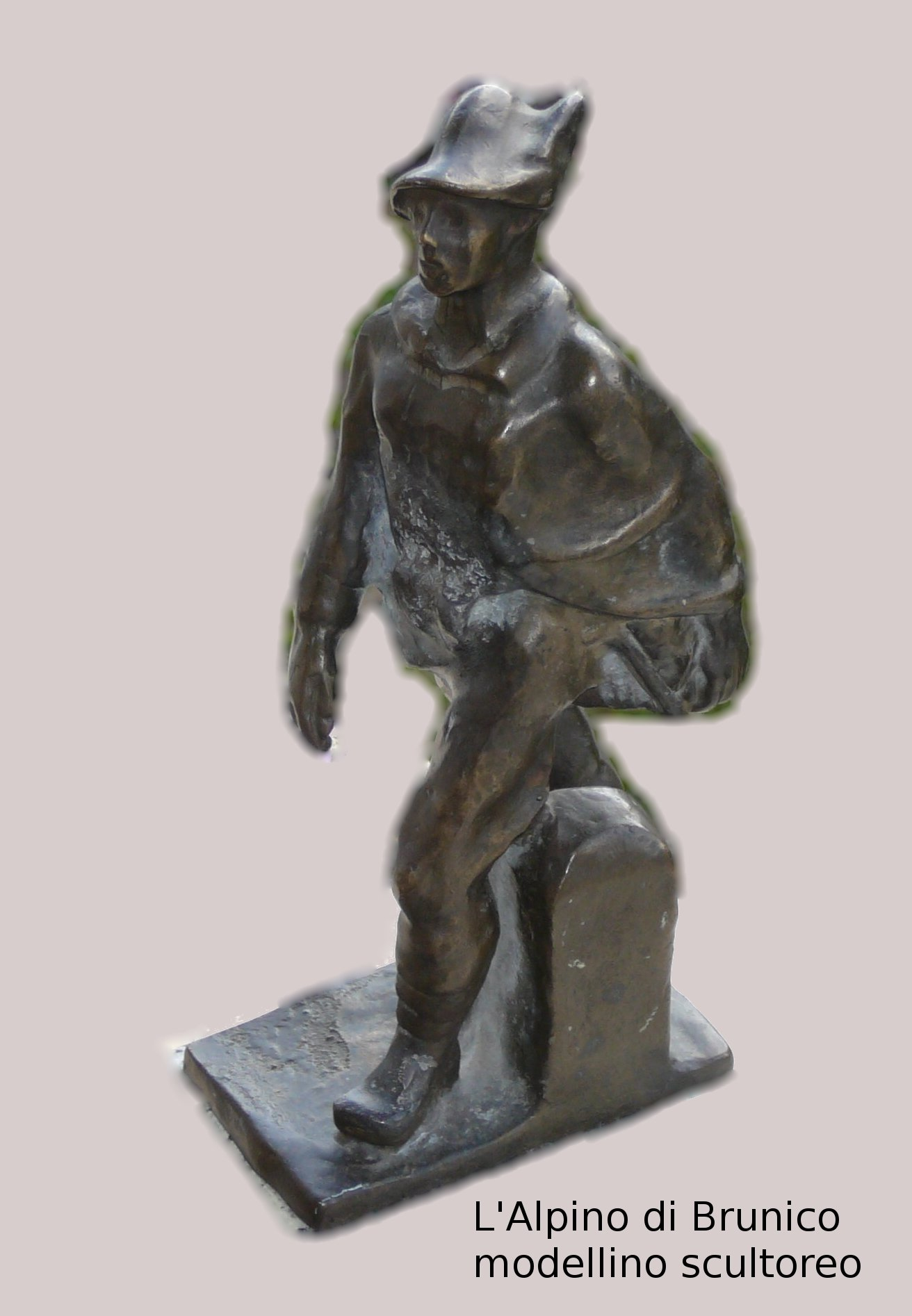
Modellino in scala ridotta del monumento nelle sue forme originarie

Nel corso del ventennio fascista l'edilizia simbolico-celebrativa in provincia di Bolzano subì una decisa accelerazione: il regime infatti, mediante l'erezione di statue, sacrari e simulacri, intendeva ribadire e "consacrare" l'italianità del territorio (acquisito dall'Italia al termine della prima guerra mondiale), estirpando al contempo le altre tradizioni culturali.
In tale solco s'inscrisse, nel 1936, l'iniziativa del podestà di Brunico Antonio Di Stefano, che indisse una sottoscrizione popolare a livello provinciale al fine di raccogliere i fondi necessari all'erezione di un monumento che onorasse il ruolo della V Divisione alpina (di stanza nella cittadina pusterese) durante la Guerra d'Etiopia appena conclusa, che aveva consentito al regime fascista di proclamare l'impero italiano.
Il sito ove erigere il monumento venne individuato nella Piazza dei Cappuccini (appena ridenominata "Piazza 9 maggio" in onore della data formale d'annessione del regno abissino alla Corona d'Italia), a poca distanza dalla Caserma Monte Pasubio (sede della già citata V Divisione alpina) e a ridosso del centro storico di Brunico: ciò evidenziava il significato nazionalista dell'opera, destinata a "sovrastare" le vestigia architettoniche d'impronta germanica e a sancire idealmente la conquistata italianità della città.
Il progetto fu affidato allo scultore padovano Paolo Boldrin, che nel 1937 iniziò a scolpire la statua di un alpino armato, alto circa 6 metri, con lo sguardo rivolto verso settentrione. I lavori si conclusero entro un anno e il 6 giugno 1938 la statua fu inaugurata, alla presenza del principe di Piemonte Umberto di Savoia, erede al trono d'Italia, e delle maggiori autorità civili, militari e religiose della provincia di Bolzano. In concomitanza con tale evento (coincidente altresì col 20º anniversario dell'annessione dell'Alto Adige al Regno d'Italia) vennero inaugurati anche il Monumento all'Alpino di Merano, il Monumento ai Caduti atesini di Bolzano ed alcune fabbriche della zona industriale del capoluogo provinciale.

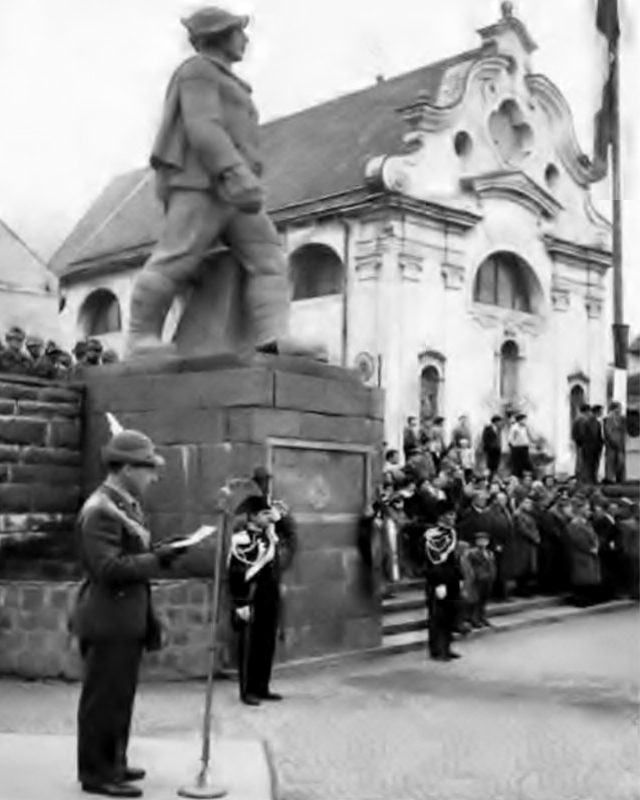
Foto scattata durante la seconda inaugurazione del monumento, nel 1951

Nel 1943, allorché le truppe della Germania nazista occuparono l'Alto Adige, il monumento fu abbattuto da alcuni cittadini, che intesero così sfogare le vessazioni patite in epoca fascista. Nel secondo dopoguerra l'Associazione Nazionale Alpini ne finanziò la ricostruzione, che fu affidata allo scultore gardenese Rudolf Moroder. L'artista apportò alcune modifiche rispetto al monumento originario, onde attenuarne il significato nazionalista e di esaltazione bellica: ne risultò una statua d'Alpino meno imponente (alta poco più di 4 metri) in posizione di marcia, privo di armi e rivestito di un mantello. Nel luglio 1951 se ne celebrò la re-inaugurazione.
Il legame del monumento con l'epoca fascista lo rese tuttavia un obiettivo sensibile agli occhi degli irredentisti sudtirolesi e dei relativi gruppi combattenti di stampo terroristico: al culmine di una serie di piccoli atti vandalici, il 2 dicembre 1966 una carica di tritolo, piazzata con tutta probabilità dagli attivisti del Befreiungsausschuss Südtirol, lo distrusse quasi completamente.
Gli Alpini di Brunico si prodigarono immediatamente per recuperare i detriti, che vennero trasportati in una caserma di Cuneo e ivi riassemblati nel giro di una settimana. Prima che si potesse riportare la statua a Brunico, tuttavia, ci si rese conto che l'esposizione alle intemperie (con susseguenti infiltrazioni d'acqua) l'aveva riempita di crepe e resa instabile. Non essendo dunque più possibile ripristinare il monumento originario, alcuni volontari della sezione ANA di Bolzano provvidero a ricostruirlo completamente, ricalcando fedelmente le forme originarie. Il 30 giugno 1968 il monumento fu dunque re-inaugurato, in concomitanza col raduno degli Alpini del Triveneto. Nell'occasione sul basamento fu apposta una targa recante l'epigrafe:
Sebbene tale scritta andasse a modificare il significato originario del monumento (tramutato in un simulacro alla memoria indistinta di tutti gli Alpini), implicitamente attenuandone i legami col periodo storico nel quale era stato concepito, il persistente clima di tensione separatista in area altoatesina prese nuovamente di mira l'Alpino di Brunico: nel 1979 un nuovo attentato dinamitardo ad opera dell'organizzazione terroristica Ein Tirol distrusse completamente la statua, della quale rimase integra solo parte del busto. Si decise pertanto di mantenere la statua così mutilata: nel 1980 il solo busto venne minimamente riparato e ricollocato in cima al basamento porfireo di piazza Cappuccini.

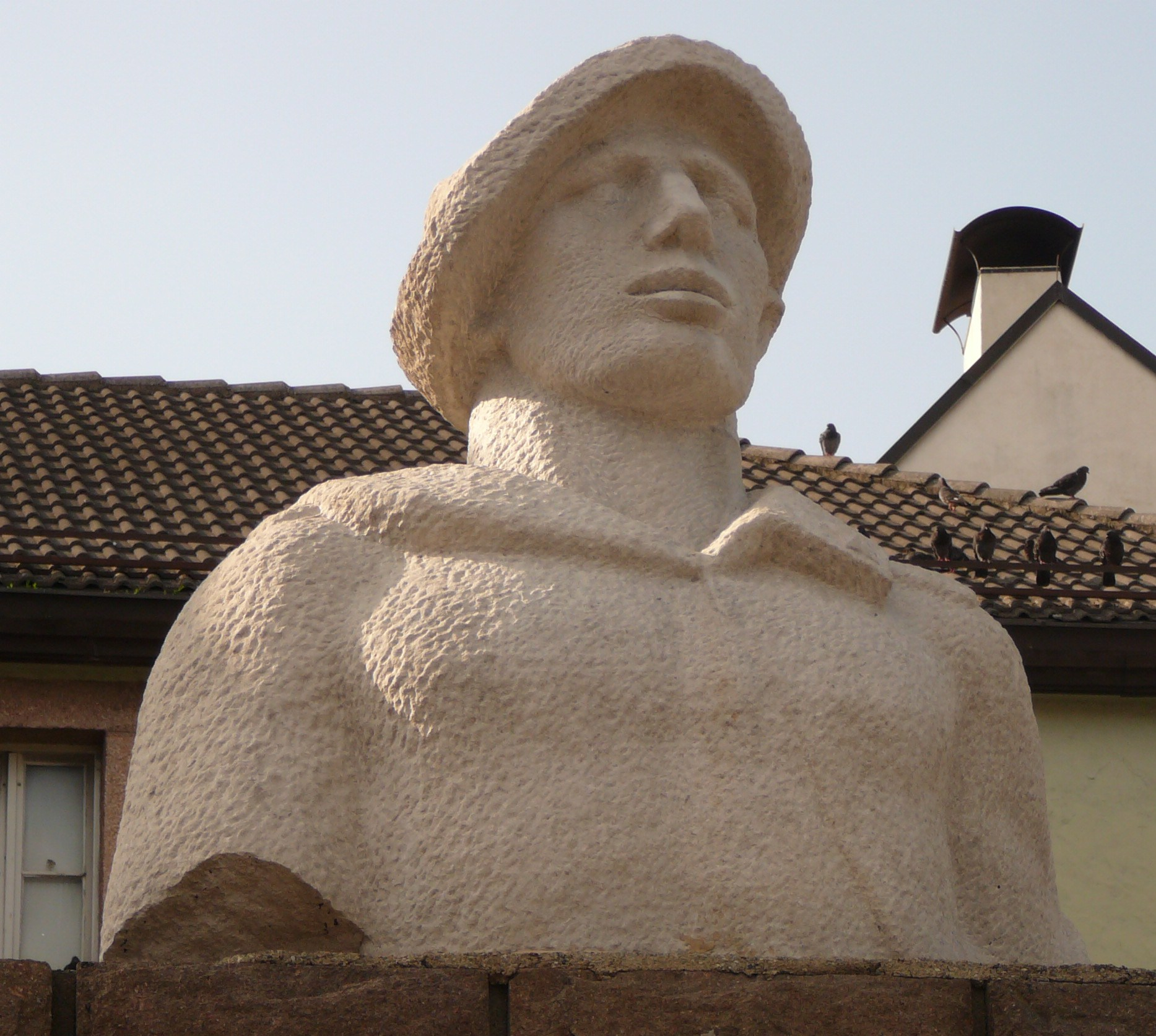
Il monumento come si presenta dopo l'attentato del 1979.

Da allora la statua non ha più subìto atti violenti significativi, fatta salva la rottura della penna sul cappello dell'Alpino, perpetrata da soggetti ignoti nel settembre 2012: nel dicembre successivo 2012 il gruppo ANA di Brunico provvide a sue spese (circa 4.000 euro) a riparare il danno. La penna venne ricostruita da uno scultore pusterese utilizzando parte delle macerie del monumento originario, che dal settembre 1979 sono custodite nella caserma Vittorio Verdone di Varna.

## Controversie
Analogamente ad altri monumenti coevi in territorio altoatesino, anche la statua dell'Alpino di Brunico è stata più volte oggetto di polemiche e proposte di rimozione, modifica o spostamento.
Il monumento, anche con la fine della stagione degli attentati e la pacificazione interetnica della provincia di Bolzano, è contestato dalle associazioni e fazioni politiche favorevoli alla secessione dell'Alto Adige dall'Italia, che ne chiedono compattamente la rimozione: a titolo d'esempio, gli Schützen definiscono la sua preservazione alla stregua dell'apologia del fascismo, mentre nel giugno 2013 alcuni attivisti della Süd-Tiroler Freiheit (uno dei partiti di riferimento del secessionismo sudtirolese) espressero la loro posizione in tal senso coprendo il busto con dei sacchi della spazzatura.
Alle voci critiche contro il monumento si è aggiunta, il 9 giugno 2011, quella dell'allora ambasciatore etiope in Italia Grum Abay, il quale (invitato dai già citati Schützen a visitare la città) lo contestò in quanto celebrativo del colonialismo italiano.
Dal canto loro gli alpini negano che il monumento (a seguito dei depotenziamenti subìti) mantenga significati filo-fascisti, imperialisti o sciovinisti: il 26 gennaio 2011, in occasione della commemorazione del 68º anniversario della battaglia di Nikolaevka, il generale Alberto Primicerj definì tali accuse "speculazioni ideologiche" atte a impedire "una civile convivenza dei due gruppi linguistici". 
Nondimeno, in alcune circostanze, la Südtiroler Volkspartei (maggior partito dell'Alto Adige) ha chiesto alle istituzioni statali competenti di devolvere alla provincia la gestione dei beni culturali in territorio altoatesino, ivi compresi vari simulacri d'epoca fascista, quali appunto il monumento di Brunico, il monumento alla Vittoria o il bassorilievo di piazza Tribunale a Bolzano (ritraente, tra gli altri, anche Benito Mussolini a cavallo), onde potervi perlomeno collocare dei pannelli esplicativi che consentano agli osservatori di prendere cognizione del significato e della storia del monumento. Questo è del resto l'indirizzo sancito da una mozione approvata nel settembre 2011 dal consiglio comunale di Brunico, che prevede l'apposizione di una targa didascalica a latere del monumento.